# Бекетов, Толобек Халиоллович
Толобек Халиоллович Бекетов (род. 19 апреля 1987) — российский самбист, серебряный (2010, 2020) и бронзовый (2015, 2016) призёр чемпионатов России, чемпион России по пляжному самбо (2022), серебряный призёр чемпионата Европы 2010 года, обладатель Кубка России, бронзовый призёр чемпионата мира по пляжному самбо 2022 года, мастер спорта России. Окончил Саратовское областное училище олимпийского резерва. Тренер по самбо и дзюдо.

## Спортивные результаты
- Чемпионат России по самбо 2010 года — ;
- Чемпионат России по самбо 2015 года — ;
- Чемпионат России по самбо 2016 года — .
- Чемпионат России по самбо 2020 года — ;
- Чемпионат России по пляжному самбо 2022 года — ;